# Over My Head (Better Off Dead)
Over My Head (Better Off Dead) — последний сингл канадской панк-рок-группы Sum 41 с их третьего альбома «Does This Look Infected?». Клип на песню транслировался только Канаде, Японии и Великобритании и был доступен на официальном сайте группы. По словам бас-гитариста группы Джейсона МакКэслина это его любимая песня в альбоме.
Акустическая песня доступна на «Chuck Acoustic EP».

## Список композиций
1. Over My Head (Better Off Dead)
2. Mr. Amsterdam (live)
3. Still Waiting (live)
4. The Hell Song (live)

## Исполнители
- Дерик «Bizzy D» Уибли — вокал, гитара
- Дэйв «Brownsound» Бэкш — гитара, бэк-вокал
- Джейсон «Cone» МакКэслин — бас, бэк-вокал
- Стив «Stevo 32» Джоз — барабаны, бэк-вокал